# Императорский австрийский орден Франца Иосифа
Императорский австрийский орден Франца Иосифа (нем. Kaiserlich-Österreichische Franz-Josephs-Orden) — государственная награда Австро-Венгерской империи.
Был учрежден императором Францем Иосифом 2 декабря 1849 года, в день годовщины своей коронации. Орден прекратил своё существование в 1918 году, после распада Австро-Венгрии.

## Положение о награде
Уставом ордена определялось, что награждению подлежат австрийские граждане за непоколебимую верность императору и отечеству в военное и мирное время, за образцовое исполнение своего долга, за полезные изобретения, открытия и улучшения в области промышленности и сельского хозяйства, за заслуги в области наук и искусств, за самоотверженную деятельность на благо человечества, послужившие прославлению трона и отечества и тем самым подлежащие общественному признанию. Орден мог также вручаться иностранцам по усмотрению монарха.

## Степени
Существовали следующие степени ордена:
- Большой крест
- Командорский крест со звездой (добавлена в 1869 году)
- Командорский крест
- Офицерский крест (добавлена в 1901 году)
- Рыцарский крест

## Знаки ордена
Инсигнии Большого Креста включают знак ордена, нагрудную звезду и ленту-перевязь.
Знак ордена представляет собой равносторонний золотой крест красной эмали с узкими, расширяющимися концами, наложенный на двуглавого австрийского орла черной эмали с золотом. На центральном медальоне креста белой эмали помещены золотые буквы «FJ». Медальон обрамлен широким золотым кольцом. Головы орла держат в клювах слегка провисающую золотую цепь, своими концами прикрепленную к горизонтальным плечам креста. На нижнюю часть креста полукружием наложена ажурная золотая надпись с девизом «VIRIBUS UNITIS». На реверсе медальона расположена дата «1849» — год учреждения ордена. Крест увенчан золотой императорской короной. Размеры знака — 70х38 мм.
Нагрудная звезда представляет собой восьмиконечную серебряную звезду, на которую наложен знак ордена. Диаметр звезды — 82-95 мм.
Лента-перевязь — шелковая муаровая, с бантом у бедра, шириной около 100 мм, красная или т. н. «военная» — по краям ленты белая и красная (цвета вовнутрь) полосы, а между ними узкие горизонтальные красные и белые полоски.
Инсигнии командора со звездой или гранд-офицера включают шейный знак ордена, аналогичный знаку Большого Креста, и нагрудную звезду, аналогичную звезде Большого Креста, но меньшую по размерам — диаметром 70-80 мм. Командор носил только шейный знак.
Офицерский знак представлял собой нагрудный знак ордена, аналогичный предыдущим, крепившийся к одежде булавкой.
Рыцарский знак имел размеры примерно 57х32 мм и носился на груди на ленте, сложенной треугольником.
Военное отличие представляло собой ленточку зеленой эмали, крепившуюся между крестом и короной или вокруг медальона, а на звёздах — лавровый венок между лучами. Мечи у знаков крепились также между крестом и короной. У рыцарского знака мечи крепились на ленте.

## Иллюстрации

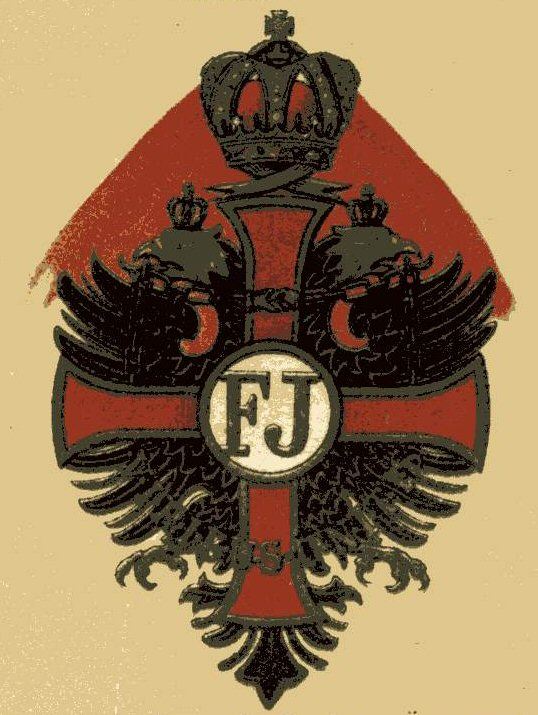
Знак ордена
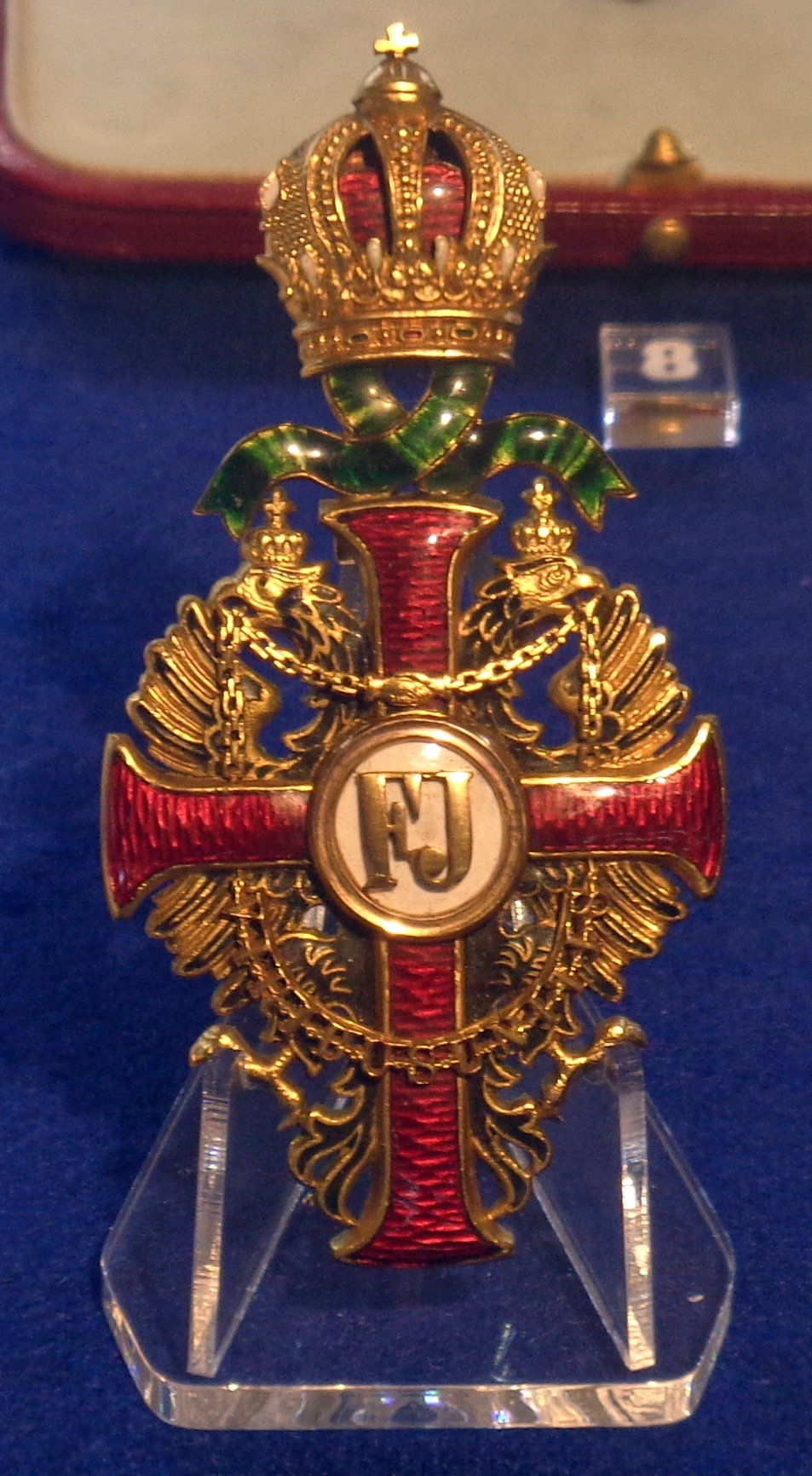
Знак ордена с военным отличием
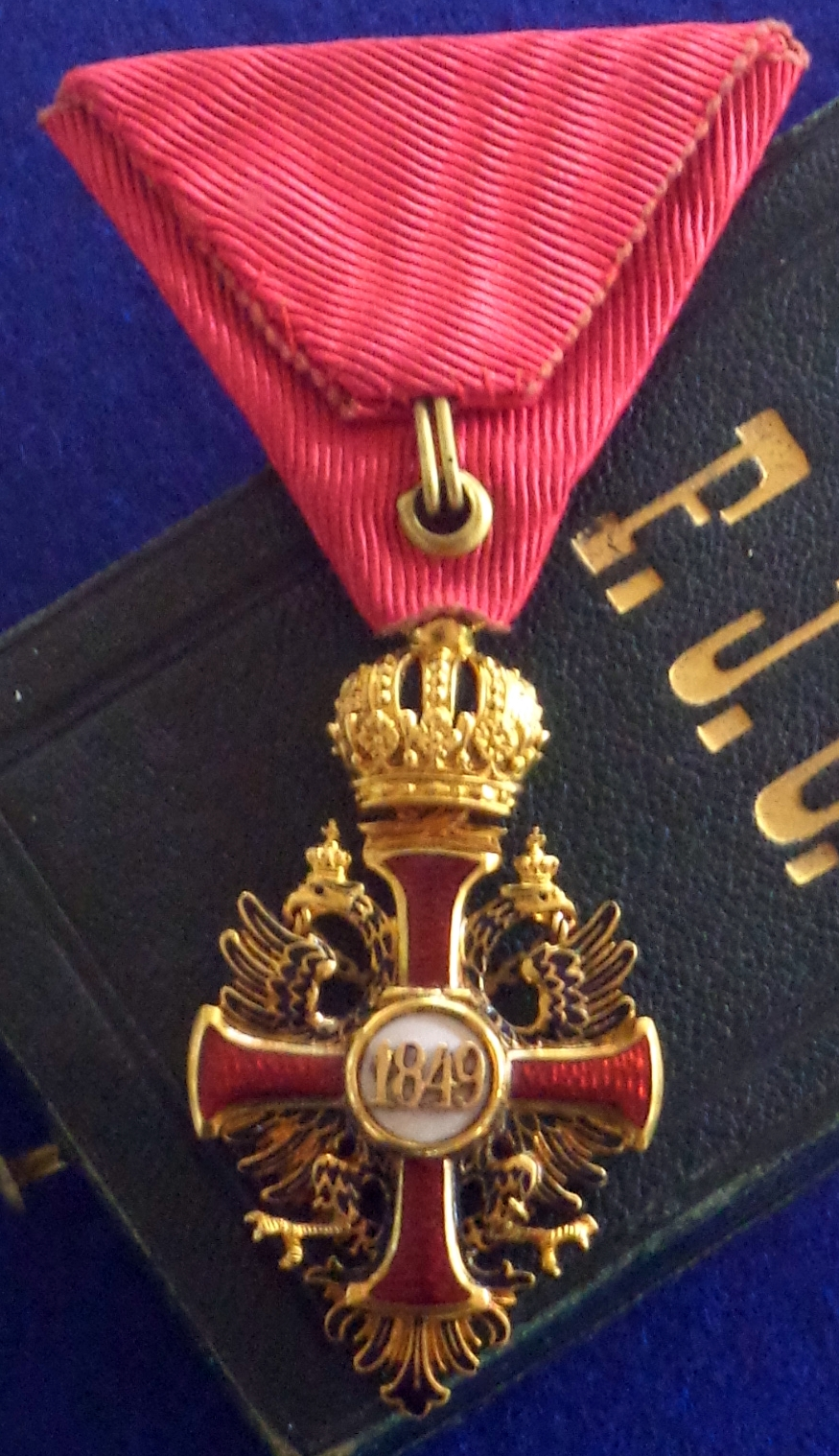
Знак ордена, реверс
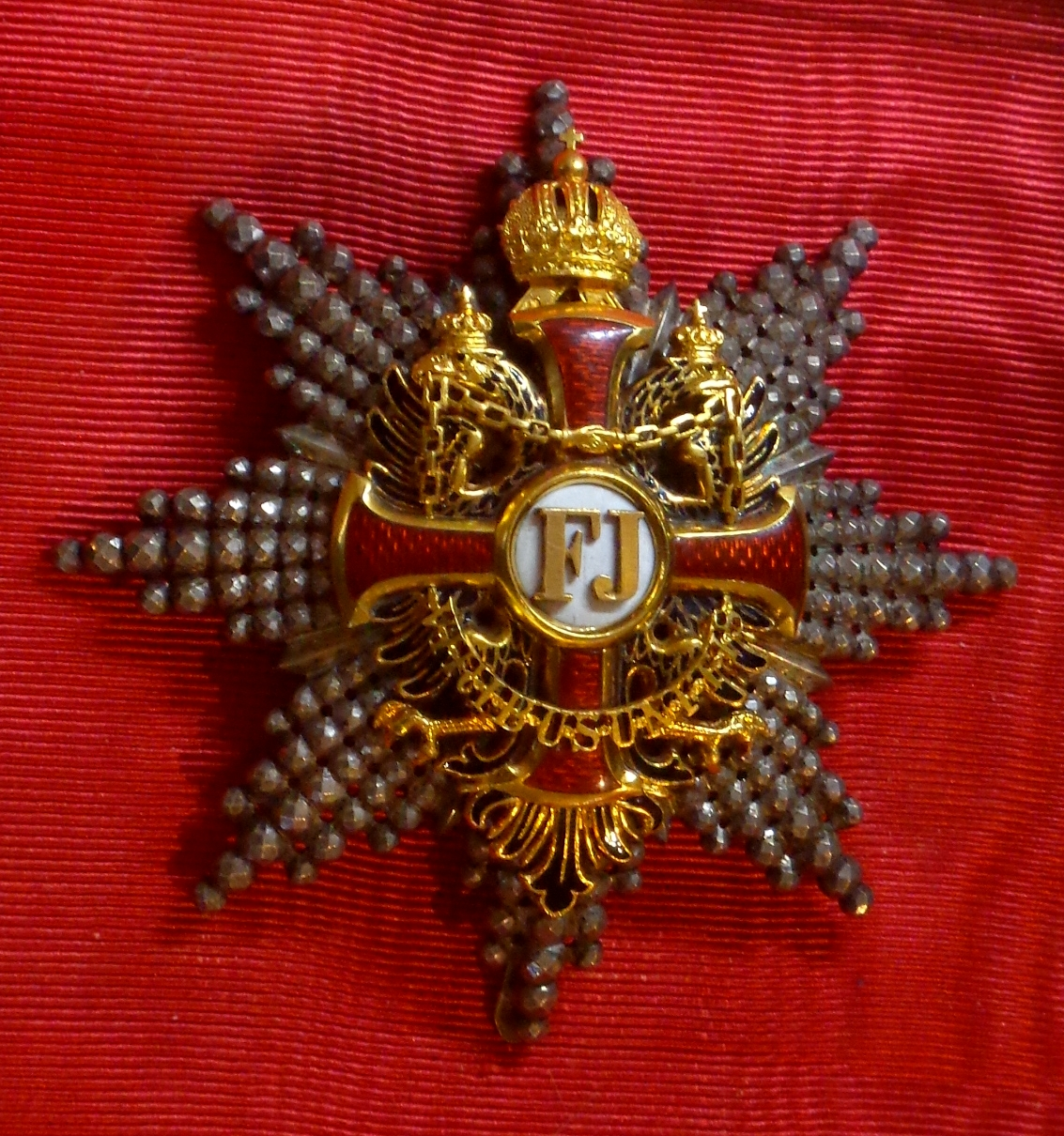
Звезда ордена